# Comuna Nadlak, Novoarhanhelsk
Nadlak (în ucraineană Надлак) este o comună în raionul Novoarhanhelsk, regiunea Kirovohrad, Ucraina, formată din satele Bondareve, Konovalove, Malokonovalove, Nadlak (reședința) și Tîmofiivka.

## Demografie
Componența lingvistică a comunei Nadlak
     Ucraineană (94,72%)
     Română (2,53%)
     Rusă (1,89%)
     Alte limbi (0,64%)
Conform recensământului din 2001, majoritatea populației comunei Nadlak era vorbitoare de ucraineană (94,72%), existând în minoritate și vorbitori de română (2,53%) și rusă (1,89%).